# Análise distributiva de custo-efetividade
A análise distributiva de custo-efetividade (ADCE) é uma extensão da análise de custo-efetividade (ACE) que inclui a preocupação com os níveis médios dos resultados e com a distribuição dos resultados. Ela é particularmente útil na avaliação de intervenções para combater a desigualdade na saúde [en].
A ADCE inclui a análise de custo-efetividade estendida, que, além da ACE padrão, avalia os custos e a eficácia para diferentes grupos socioeconômicos.